# 950-ті до н. е.
950-ті роки до н. е.  — десятиліття, що тривало з 959 до н. е. по 950 до н. е.

## Події
- 959 до н. е. — Псусеннес II стає правителем Єгипту після Сіамона.
- 957 до н. е. — Початок будівництва Храму Соломона.
- 950–800 до н. е. — Написанні деякі ранні частини Біблії.

## Правителі
- фараон Єгипту Псусеннес II;
- цар Ассирії Тіглатпаласар II;
- цар Вавилонії Набу-мукін-аплі;
- ван Чжоу Му-ван.